# Ana Moser
Pour les articles homonymes, voir Moser.
Ana Beatriz Moser, née le 14 août 1968 à Blumenau, est une joueuse de volley-ball et une femme politique brésilienne.

## Biographie

### Carrière sportive
Ana Beatriz Moser est une joueuse de l'équipe du Brésil féminine de volley-ball. Elle est notamment médaillée de bronze olympique en 1996 à Atlanta, vice-championne du monde en 1994 au Brésil et médaillée d'argent aux Jeux panaméricains de 1991 à La Havane.

### Carrière politique
Elle est ministre des Sports au sein du gouvernement Lula III entre janvier et septembre 2023.

## Palmarès
- Jeux olympiques
  -  Médaille de bronze en 1996 à Atlanta

- Championnat du monde de volley-ball féminin
  -  Médaille d'argent en 1994 au Brésil

- Coupe du monde de volley-ball féminin
  -  Médaille d'argent en 1995 au Japon
  -  Médaille de bronze en 1999 au Japon

- Jeux panaméricains
  -  Médaille d'argent en 1991 à La Havane